# Мирко Матковић
Мирко Матковић (Поди, код Херцег Новог, 3. новембар 1915 — Херцег Нови, 28. октобар 2012) био је учесник Народноослободилачке борбе, генерал-мајор ЈНА и народни херој Југославије.

## Биографија
Рођен је 3. новембра 1915. године у селу Подима, код Херцег Новог. Потицао је из сиромашне сељачке породице. Његови родитељи, Крсто и Нена Матковић, имали су поред Мирка, још двојицу синова — Луку и Јова, и ћерку Сенку. Због лошег материјалног стања, његов отац Крсто је једно време боравио на раду у Сједињеним Америчким Државама (САД), а после повратка је извесно време радио као месар, да би се на крају поново бавио земљорадњом. Мирко је основну школу завршио у родном селу, а четири разреда ниже гимназије у Херцег Новом. Пошто није имао пара за даље школовање, уписао је октобра 1930. године Војну академију у Београду.
После завршетка Војне академије, од 1. октобра 1935. године службовао је као артиљеријски официр у Бања Луци, а до почетка рата је службовао и у Мостару, Сарајеву, Скопљу, Славонској Пожеги и на полигону Превлака у Боки Которској. Још као питомац Војне академије, упознао се са неколико студената, преко којих је дoбио прва сазнања о револуционарном студентском покрету и потом је почео да се занима за марксизам.
Кроз разне дискусије и читање марксистичке литературе, почео је, у сарадњи са другим младим официрима — истомишљеницима, да се постепено укључује у револуционарни раднички покрет. Током службовања у Мостару, био је повезан с партијском организацијом Комунистичке партије Југославије (КПЈ), којој је помагао извршавајући одређене задатке — набављао је објаве и друга документа за путовање илегалаца и курира, прихватио је и отпремио подофицира Драгомира Градинца, једног од суђених због побуне на крстарици „Далмација“ и др.

### Народноослободилачка борба
У току Априлског рата, 1941. године, налазио се на дужности водног официра противавионске одбране Сарајева, где је и био заробљен, али је, уз помоћ једног војника његове јединице, успео да се у Славонском Броду ослободи из заробљеништва и потом се вратио кући. Убрзо по доласку, повезао се са партијском организацијом у Херцег Новом и активно се укључио у припреме око организовања устанка. Највише је радио на прикупљању и сакривању оружја, али се ангажовао и на окупљању омладине. После напада Немачке на Совјетски Савез, 22. јуна, он и читава његова породица су ступили у Народноослободилачку борбу. Њихова породична кућа, од тада је постала сигурна база за прихват и чување илегалаца.
Учествовао је 15. јула 1941. године на састанку у Брезовом Долу у Кривошијама, на коме је донета одлука о почетку оружаних акција на овом подручју. Истог месеца примљен је у чланство Комунистичке партије Југославије (КПЈ) и одмах је био задужен за организовање војних јединица. Убрзо потом је била формирана Кривошијска устаничка чета, у којој је био постављен за командира, а Никола Ђурковић за политичког комесара. Ова чета је под његовом командом организовала заседе, изводила мање акције и диверзије, обилазећи села и тиме, јачајући борбени дух у народу, стварала све више присталица Народноослободилачког покрета (НОП).
Након пропасти Тринаестојулског устанка и сплашњавања ослободилачке борбе на целој територији Црне Горе, активно је радио на поновном оживљавању борбе у околини Херцег Новог. Октобра 1941. године био је учесник Месне конференције КПЈ за Херцег Нови. Новембра 1941. године, постављен је за команданта Орјенског партизанског батаљона, који се налазио у саставу Никшићког партизанског одреда. Са својим батаљоном је водио многе нападе на италијанске посаде, лоциране поред саме обале, у циљу онемогућавања продора непријатељских снага од Боке Которске ка Црној Гори. Посебно је са својом јединицом, чувао комуникације од Херцег Новог и Рисна према Грахову и Никшићу.
Крајем новембра и почетком децембра 1941. године, водио је борбе с много јачим италијанским снагама око Драгаља, Дворничког Ждријела и Лупоглава. Посебно се истакао у борби на Церовику, 7. децембра 1941. године, где је као командант батаљона, на челу своје комбиноване чете, од око 30 бораца, дочекао у заседи италијанску колону. Мада су Италијани били десетоструко јачи, с четири тенка, артиљеријом и бацачима, били су одбачени. Мирко је у овој борби био тешко рањен. Све до фебруара 1944. године, у веома тешким условима илегалности, лечио се и крио по Херцеговини и помагао теренским партијским радницима у политичко-пропагандном раду. Уз помоћ 29. херцеговачке ударне дивизије и Другог ударног корпуса, као тешки рањеник, пребачен је, почетком лета 1944. године, из Берана у Италију, где је оперисан у болници Грумо.
Новембра 1944. године вратио се у Југославију, где му је поверено руковођење Официрским курсом при Штабу 29. херцеговачке дивизије, а затим Подофицирском школом Другог ударног корпуса у Требињу. Ту је остао све до краја рата, када је био остављен за команданта Артиљеријске официрске школе Генералштаба ЈА у Београду.

### Послератни период
Крајем децембра 1945. године, здравље му се опет погоршало, па се поново нашао на лечењу, које је трајало све до јесени 1947. године. После оздрављења, иако тежак инвалид, наставио је војну каријеру у Југословенској народној армији (ЈНА). Завршио је Вишу војну академију ЈНА и налазио се на одговорним дужностима у Државном секретаријату за народну одбрану (ДСНО), а једно време је био и начелник у Војном електро институту у Београду. Пензионисан је 31. децембра 1964. године, у чину генерал-мајора ЈНА.
До 1976. године је живео у Београду, када се преселио у Херцег Нови, где је живео до смрти. Умро је 28. октобра 2012. године у Херцег Новом, у својој 97-ој години. Сахрањен је на Градском гробљу у Савини, код Херцег Новог.
Носилац је Партизанске споменице 1941. и других југословенских одликовања, међу којима су — Орден братства и јединства са златним венцем, Орден за војне заслуге са великом звездом, Орден партизанске звезде са сребрним венцем, Орден заслуга за народ са сребрним зрацима и Орден за храброст. Орденом народног хероја одликован је 27. новембра 1953. године.